# هرنولی
هرنولی (به انگلیسی: Hernoli) یک منطقهٔ مسکونی در پاکستان است که در پنجاب واقع شده‌است.